# 民間電台

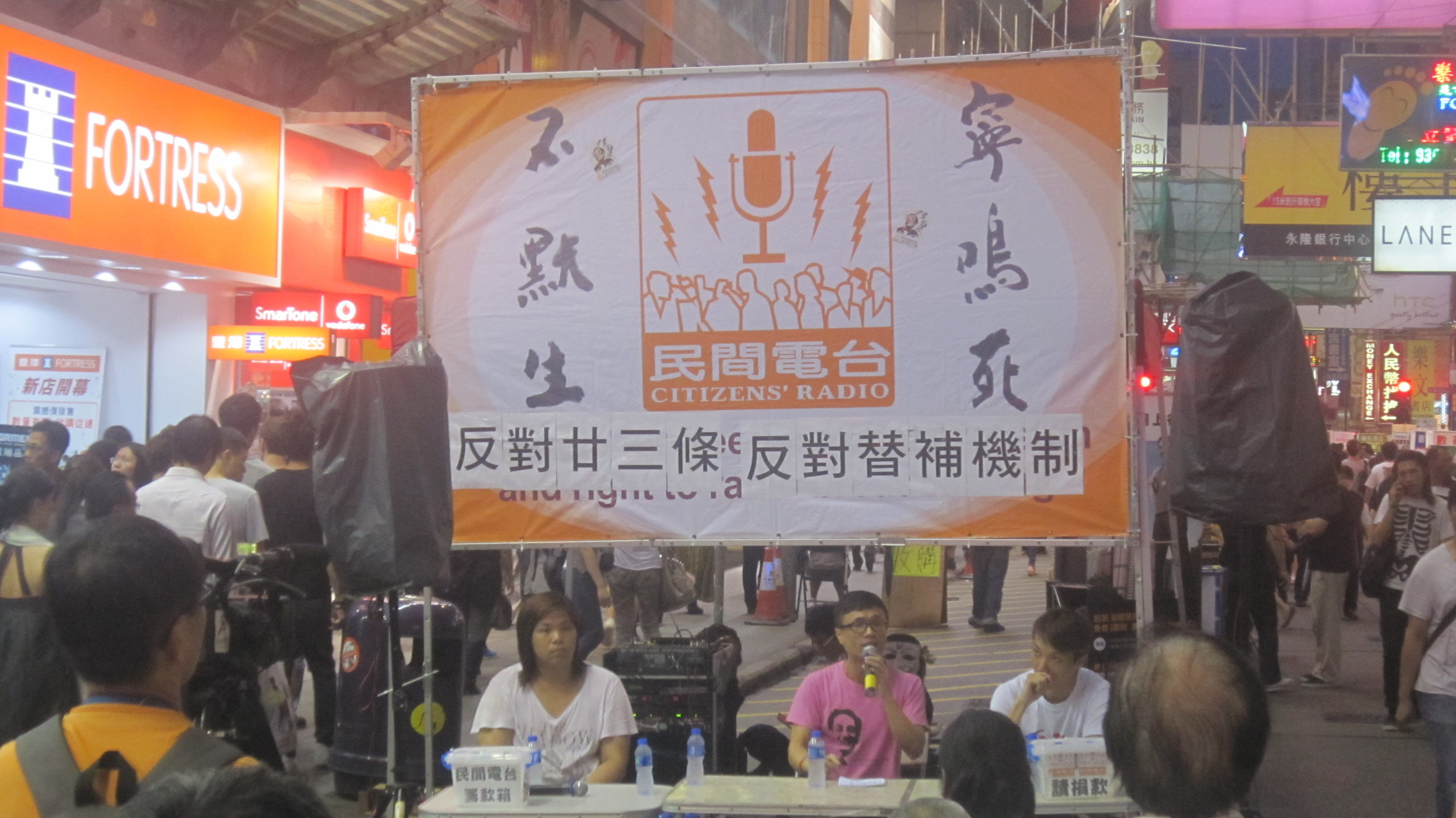
民間電台於2011年6月28日在旺角就政制議題進行公共廣播

民間電台（簡稱：民台）是由香港泛民主派人士曾健成發起，以非牟利形式運作的電台，於2005年10月3日起試播，電台曾利用頻率FM 102.8於逢星期一至五晚上七點至十一點（最長至十二點）廣播（覆蓋範圍在香港島及九龍大部份地區），並同時透過網絡廣播節目；目前则以网络电台形式运作，通过YouTube播放节目。以公民抗命形式挑戰其認為是「違憲過時惡法」的《電訊條例》。其自稱「以開放敢言為宗旨，用公義良心，為小眾發聲」。節目題材多元，多為phone-in形式節目，常邀請立法會議員作嘉賓或主持，亦曾直播「六四燭光集會」與「七一遊行」。民間電台口號為「突破封鎖，主動出擊」、「寧鳴而死，不默而生」。到2023年6月23日，民間電台宣布停止廣播。

## 嘉賓
民間電台雖然小本經營，但請來多位名人做嘉賓，例如香港行政會議成員張炳良、工黨副主席張超雄、職工盟秘書長/工黨主席李卓人、前立法會議員蔡素玉、立法會議員黃毓民、人民力量陳偉業、前民主黨主席何俊仁、劉慧卿、民主黨副主席李永達、港區全國人大代表朱幼麟、佔領中環發起人戴耀廷教授、電台節目主持陶傑、吳志森、洪朝豐、支聯會主席司徒華、資深傳媒人毛孟靜、彭志銘等等。

## 主持訓練班
民間電台於2012年舉辦第一屆主持人訓練班，課程由大學傳媒系教授兼前記者擔任主講，嘉賓導師包括資深傳媒工作者/監製兼主持人謝志峰、電台節目主持人林旭華、小米、傳媒及文化工作者彭志銘等，畢業生亦陸續投入電台主持工作。

## 涉嫌犯法
曾健成於2005年9月向香港影視及娛樂事務管理處遞交 建議書 （页面存档备份，存于） 申請聲音廣播牌照但至今仍未獲審批。電訊管理局人員於8月29日晚上7時，帶同法庭搜查令，到位於柴灣一工廠大廈之廣播室查封電台，至同年10月4日恢復FM廣播。12月9日電訊管理局與警方落案起訴民間電台及三名人士，涉嫌觸犯串謀無牌設置電訊設施、無牌維持電訊設施及使用無線電通訊器具之罪名。
至2006年8月底，廣播牌照申請仍未有任何正式審批回覆或審批進度報告，及至是年8月29日，電訊管理局更以無線電器材管制條例，進行入屋沒收音響器材、拘捕有關人士。期後更檢控節目嘉賓。
於2007年11月12日東區裁判署正式審理民間電台案件。
至2008年1月8日。民間電台及其成員涉嫌無牌管有及使用無線電發射器材案件，正式宣判。東區裁判法院法官游德康裁定《電訊條例》違反香港基本法及香港人權法案條例，撤銷所有被告的控罪。但控方質疑最低級的裁判法院是否有權裁定法例違憲，以及指出有關裁決會令政府無法管制無線電頻譜，有影響民航安全及緊急服務的潛在可能。結果游德康法官決定暫緩執行「裁定電訊條例違憲」及「撤銷控罪」兩項裁決，等待控方向上訴庭提出上訴。
民間電台宣佈會在1月9日晚上恢複廣播。當日下午，律政司緊急入稟高等法院，向馮驊法官申請臨時禁制令，禁止民間電台在上訴庭有判決前以無線電廣播，並獲批准。當晚民間電台不理會禁制令，如常廣播。到了1月11日，律政司向法庭提交文件控告參與民間電台人士藐視法庭。
然而，在1月18日，當夏正民法官接手處理禁制令申請時，質疑律政司的理據，並決定在1月23日作出最終裁決前暫時撤銷禁制令兩天。最終，法官在1月20日拒絕延長禁制令，並指用民事手段來處理刑事法是非常例外的情況，應小心處理。
2008年12月12日，政府上訴獲上訴庭一致裁定上訴得直，指裁判官並非沒有司法管轄權審理關乎法例是否合憲，但要視乎有關的憲法問題，是否跟構成罪行的必要因素相關，本案中發牌機制的合法性及合憲問題，不是構成該罪行的必要因素，故被告不可以發牌機制違憲作抗辯，原審裁判官游德康根本毋須及不應處理。因此，6被告須於2009年1月15日返回東區裁判法院繼續面對刑事審訊。
2009年11月9日，區域法院法官游德康裁定6名被告罪名成立，但游德康在最後判刑時指，相信各被告是希望透過公民抗命，爭取大氣電波開放，認為他們的意圖是高尚的，遂判每張傳票罰款3000元。
2022年5月，社民連成員「阿牛」曾健成及另外兩名「民間電台」義工，被指在銅鑼灣未得地政總署批准下，擺設街站並展示橫額、海報等聲援在囚者，被控「未經准許而在政府土地展示／張貼招貼或海報」，經審訊後均被裁定罪成，各被判罰2,500元，另須共同承擔157.4元移除費。裁判官何慧嫻裁決時指，從被告設置街站過程等可見，物品絕對屬某程度上「永久，或具慣常規律性」展示，又指看不見執法上有偏頗；曾健成則向官表示，是次被判罪成後，因難以得到地政總署批准，「日後香港係好難可以擺到街站」、「你話唔話到條路畀我哋聽？」曾又向官提出，希望她在判詞「寫明地政署係應該唔好巧立明目，唔畀人申請」，官則指沒進一步裁決；曾之後表示「你今日嘅判決…就係香港無聲嘅未來。」

## 停播

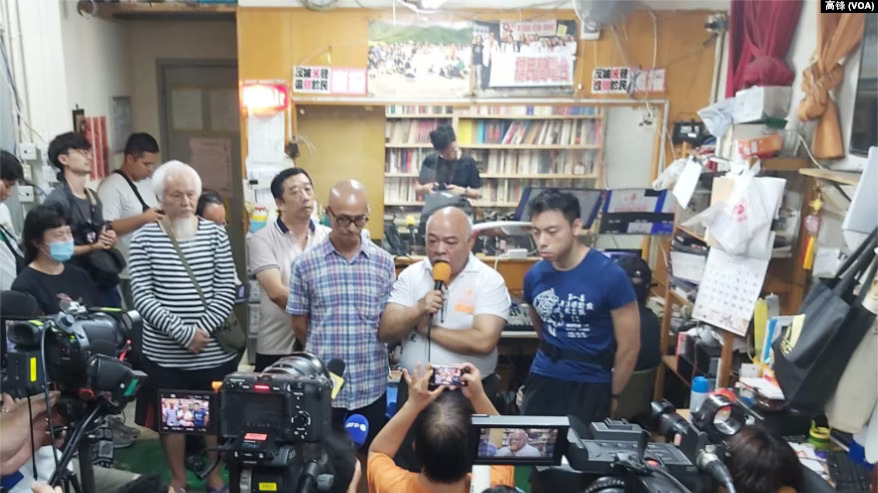
民間電台在2023年6月30日進行最後一次廣播，嘉賓包括次文化堂社長彭志銘

2023年6月23日，民間電台宣布由於《港區國安法》下很少人願意做主持，銀行戶口過去一年亦被禁止收款，導致人手及經費不足，經過合伙人商量後決定在2023年6月30日播出後停止廣播。

### 評論
- 香港城市大學電子工程學系無線通訊研究中心主任容啟寧：民間電台的廣播難以干擾救護車頻道，因兩者頻率相差甚遠。[6]
- 香港大學法律學院助理教授張達明：利用公民抗命反對法庭的權威，實屬不智，但政府應檢討《電訊條例》，因該條例已過時，以避免因被裁判違憲而出現法律真空。
- 明報郭繾澂：今天要在網上開一個電視和電台，太簡單了，可以說做就做……而且影響力愈來愈大，尤其對新一代的觀眾和聽眾。 毋須政府開放大氣電波 [7]
- 民航處長羅崇文：民間電台並沒干擾航道頻率[8]
- 電訊管理局於2008年8月公布，指民航處地空通訊服務首次受到民間電台信號干擾。[9]

## 大事列表
- 2004年：鄭經翰同黃毓民先後遭商台解僱，觸發曾健成計劃成立民間電台。
- 2005年9月：前立法局議員曾健成成立海昇科技有限公司，向香港中環當局遞交建議書申請聲音廣播牌照
- 2005年10月3日：同香港人民廣播電台合作，試播《風波裡的龍門陣》節目，同時為民間電台第一次 FM 廣播
- 2006年1月：民間電台全面展開逢星期一至五晚七點到八點在 FM 和網上同時廣播
- 2006年3月6日：民意代表蔡素玉，文化教父梁文道出席民間電台任節目嘉賓
- 2006年5月26日：支聯會主席司徒華出席民間電台任節目嘉賓
- 2006年6月4日：民間電台現場直播維園六四燭光悼念集會
- 2006年6月7日：著名電台節目主持陶傑出席民間電台任節目嘉賓
- 2006年6月21日：香港行政會議成員張炳良出席民間電台任節目嘉賓
- 2006年6月26日：港區人大代表朱幼麟出席民間電台任節目嘉賓
- 2006年8月29日：電訊管理局人員在晚上7時，帶同法庭搜查令，到民間電台廣播室查封電台，沒收了一批廣播設備，FM廣播被逼暫停，不過仍維持網上廣播，二房東帶走問話，但無人被起訴
- 2006年10月3日：立法會議員梁國雄親自到電訊管理局正式遞交律師信，要求有關當局在14日內答覆申請牌照問題。
- 2006年10月4日：恢復FM廣播，在當晚 7時到9時於旺角街頭進行兩個鐘頭特備節目，由資深傳媒人毛孟靜主持，有份主持的還有黃毓民、李永達、林旭華、梁國雄、曾健成等，雖然當時使用 FM 公開廣播，電訊管理局亦有人員在場，但無人被拘捕。另外，由王仁葵創作的民間電台台歌於當日首播
- 2006年10月13日：民間電台第二次遭電訊管理局人員上門查封及沒收廣播器材，亞牛曾健成被帶走問話，但無人被起訴，FM 廣播被逼暫停，不過仍維持網上廣播
- 2006年10月18：民間電台在電訊管理局所在的胡忠大廈地下對開行人路做街頭廣播節目，同時被電訊管理局第三次沒收廣播器材，立法會議員梁國雄被帶返警署協助調查，但無人被起訴[10]
- 2006年10月18：民間電台負責人收到法庭傳票，正式被電訊管理局落案起訴
- 2006年10月27日：直播保釣二號去釣魚島宣示主權期間被日本保安廳攔阻情況
- 2006年11月2日：民間電台於特首府東閘前做街頭廣播，警方及電訊管理局派出多人監視，但無人被拘捕或者起訴[11]
- 2006年12月12日：行政長官會同行政會議正式宣佈拒絕海昇科技有限公司提出「民間電台」聲音廣播牌照申請[12]
- 2007年11月12日東區裁判署正式審理民間電台案件。
- 2008年1月8日。民間電台及其成員涉嫌無牌管有及使用無線電發射器材案件，正式宣判。雖法官判定《電訊條例》違憲，但亦接納當局暫緩撤銷控罪的申請。違憲案件生效日期及條件將於2月11日宣判。
- 2008年1月9日：有關部門於更警告民間電台在星期四的直播仍屬非法，並當局向高等法院申請禁制令。
- 2008年1月10日：晚上8時民間電台進行FM102.8直播，政府成功申請禁制令，禁制令有效期到1月18日，商務及經濟發展局局長馬時亨亦警告民間電台進行非法廣播會觸犯法例。
- 2008年1月13日：民間電台於泛民及民陣發起遊行當日下午，於軒尼詩道近燈籠街口（遊行路線上）擺設宣傳攤位，並於14:30開始恢復FM102.8MHz廣播。
- 2008年1月20日：高等法院拒絕延長禁制令。阿牛宣布暫停大氣廣播三個月。
- 2008年4月20日：民間電台在旺角進行廣播，曾健成揚言會每隔兩周廣播一次。而當局就偵測到民間電台廣播信號，並警告會採取法律行動。
- 2008年5月4日：適逢五四運動九十四周年，民間電台於銅鑼灣港鐵站A出口時代廣場露天公共空間以FM102.8頻道進行廣播，以捍衛公共空間之餘亦探討香港之言論自由，出席者包括民主黨前主席李永達立法會議員，而當局就在附近大廈民間電台廣播信號進行偵測。
- 2008年5月29日：晚上七時，銅鑼灣紀利佐治街舉辦「平反八九民運__六四十九週年」FM直播論壇。
- 2008年6月4日：全程FM102.8MHz直播香港市民支援愛國民主運動聯合會舉辦「六四十九週年燭光集會」。
- 2008年6月23日：恢復星期一至五晚上七至八時之 FM102.8 MHz 廣播。
- 2008年7月1日：下午二時三十分，FM102.8 MHz 特備節目「七‧一上街」。
- 2008年9月26日：民間電台及其出席嘉賓於九至十二月其間，陸續收到傳票，分別指各人於2008年4至6月間參與民間電台舉辦之非法廣播。
- 2008年12月12日：高等法院宣判，民間電台案件律政司上訴得值，裁判法院無權裁定法例違憲，案件將發還東區裁判署重審。
- 2008年12月19日：晚上七時三十五分，電訊管理局再度查封民間電台，撿走廣播器材，並要求在場民間電台成員及一名香港電台採訪記者協助調查。
- 2009年1月18日：下午二時至七時，民間電台舉辦「撐爆民間電台 Live Music Party」。
- 2009年2月22日：下午三時，民間電台、泛民二十三位議員聯合主辦「捍衛言論自由，開放大氣電波」大遊行。
- 2009年11月：區域法院法官游德康裁定 6 名被告罪名成立，但游德康在最後判刑時指，相信各被告是希望透過公民抗命，爭取大氣電波開放，認為他們的意圖是高尚的，遂判每張傳票罰款3000元，但曾健成、梁國雄、羅堪就等都表明不會繳交罰款。
- 2009年12月 電訊管理局提交《2009 年電訊(修訂)條例草案》委員會，本港調頻無線電頻譜的使用情況文件指：「當局把 87 至 108 兆赫的頻譜編配作 FM 電台廣播服務用途，是參照國際電信聯盟的建議而作出的。為免出現無線電互相干擾的情況，FM 頻率之間會有 0.2 兆赫的間距。就技術上而言，87 至 108 兆赫內約有 100 個可用的 FM 頻率單位。根據國際慣例，以及因應香港非常接近廣東省及澳門，我們必須與廣東省城市與澳門按公平原則共用有關的 FM 頻率。目前，香港使用 49 個 FM 頻率單位，廣東省城市與澳門則使用另外大約 50 個 FM 頻率單位。」
- 2010年1月20日：《2009 年電訊(修訂)條例草案》立法會二讀
- 2010年6月4日：民間電台現場直播維園六四燭光悼念集會。
- 2011年6月4日：民間電台現場直播維園六四燭光悼念集會。
- 2011年11月26日：節目＜打橫嚟講＞ 旺角街頭首播
- 2012年：民間電台舉辦第一屆主持人訓練班，課程由大學傳媒系教授及前記者等擔任主講。嘉賓導師包括資深傳媒工作者、監製兼主持人謝志峰、電台節目主持人林旭華、小米、傳媒及文化工作者彭志銘，畢業生亦陸續投入電台主持工作。
- 2012年：民間電台嘗試於元朗借用大廈天台發射廣播訊號，當時元朗、天水圍一帶都可以接收民台節目。
- 2012年3月3日：參與及報導「踢走爛攤子，還我真普選！」抗議小圈子選舉大遊行。
- 2012年6月4日：民間電台現場直播維園六四燭光悼念集會。
- 2012年7月1日：參與及報導七‧一大遊行。
- 2012年10月：DBC數碼電台於2011年3月獲發數碼聲音廣播牌照。其後於2012年10月停播。DBC創辦人鄭經翰（大班）向傳媒表示，特首梁振英親信、行會成員羅范椒芬干預新聞自由，被「更龐大的政治勢力」打壓。據了解，中聯辦正是向 DBC股東施壓的幕後黑手，而且不准股東出售股份給鄭，令DBC被迫清盤，讓政府收回其廣播牌照。
- 2012年10月：於政府總部外公民廣場直播9天，撐DBC爭取復播。
- 2012年11月13日：民間電台2008年於旺角行人專區無牌廣播，多名時任立法會議員應邀「開咪」遭檢控，並被裁定罪成。5名被告就《電訊條例》條文爭議上訴至終審法院，法院認為嘉賓發言屬「發送」信息，非所涉控罪條文的「傳遞」行為，裁定5人上訴得直，撤銷定罪，但未有討論該條例是否違憲。
- 2013年1月1日：民間電台出席元旦遊行
- 2013年6月4日：民間電台現場直播維園六四燭光悼念集會。
- 2013年10月：香港電視(HKTV)無理被行政局拒絕發牌事件，萬人抗議政府電視廣播發牌不透明。民間電台全程力撐義播。
- 2013年10月：曾健成、羅堪就、柯華冰、潘達強與海

科技有限公司(民間電台)被控於2007至2011年間多次違反《電訊條例》，在旺角和銅鑼灣等地作無牌廣播，合共41項罪名，各被告全部否認控罪。
東區裁判法院裁判官何慧縈裁定，潘達強所有串謀無牌設置電訊設施罪名不成，8項藉未領牌的電訊設施發送訊息罪名成立，三人分別被判罰款4000、1600和800元。而海
科技有限公司則被判1項無牌維持電訊設備罪名成立，罰款800元。
判決指，單憑各被告於廣播論壇現場出現，難以推斷各被告間有串謀，同時亦沒有專家證人可以證明，在播論壇現場有否設置頻譜發射系統。
曾健成於庭上表示自己並沒有犯法，只是違反了一條過時的條例。他說，不論任何裁決，自己都不會繳交罰款、進行任何社會服務令或守行為。裁判官提醒被告，如果未能在一個月內繳交罰款，有機會以監禁形式代替。
曾健成表示，如能捍衛港人言論自由，「我願意坐監」。另外，曾健成又以捍衞言論自由為由，要求法院象徵式收取10元訟費，獲法庭接納。
- 2013年12月：民間電台連續多個星期在政府總部外公民廣場舉行政改論壇及直播，嘉賓包括劉夢熊，黃之鋒，范國威，劉嘉鴻，韓連山，戴耀廷，李卓人，黎則奮(Q仔)，梁國雄(長毛)，曾健成(阿牛)。
- 2014年3月2日：支持新聞界「They can’t kill us all」反暴力遊行。2014年2月26日，《明報》前總編輯劉進圖遭暴徒襲擊身中多刀重傷。兇徒在光天化日下，於公眾地方向一位報館高層行兇，視法紀如無物。新聞界憂慮，這不單是「滅聲」，更是「滅口」行徑，以暴力阻止新聞工作者報道真相。
- 2014年3月：曾健成由台灣回港時，因沒繳付去年被判的3000元罰款再被拘捕及上庭。裁判官判決曾健成需於2014年5月19日前繳付罰款，否則有可能要面臨入獄的懲罰。至2015年5月，曾健成仍拒絕繳付該筆罰款。
- 2014年4月12至23日：民間電台舉行「大氣電波佔領天星」行動，於尖沙咀天星碼頭進行直播。因為政改勢危，一連串打壓言論自由事件，諸如李慧玲忽然被「商業電台」解僱、《明報》撤換總編輯、暴力襲擊傳媒人、特首梁振英向《信報》及練乙錚發律師信等，一波又一波對新聞自由的打壓接踵而來，新聞自由正面臨前所未有的考驗，必須要繼續公民抗命，捍衛香港的言論自由。
- 2014年6月4日：民間電台現場直播維園六四燭光悼念集會。
- 2014年9月26日至12月15日：民間電台全程參與撐雨傘運動。
- 2015年2月：民間電台2013年10月至11月在政府總部進行直播，梁國雄、曾健成、張錦雄、曾浚瑛、潘達強及海昇科技有限公司被控於2013年10月至11月，五度在政府總部外非法廣播。他們否認控罪。經審訊後，被裁定 15 項非法廣播罪成，9項無牌設置電訊設備則無罪。各被判罰款800至4,000元。此案被告向法院提出了上訴，或會於2015年稍後再審。
- 2015年3月2日：因4月15日「大氣電波佔領天星」行動，海

科技有限公司，以及曾健成(阿牛)被票控三項非法廣播罪名，進行審訊。曾健成再次表明民間電台自2006年起被政府打壓，認為政府用法律解決政治問題，是箝制港人的言論及新聞自由。案件將於2015年6月1日再審。
- 2015年4月至5月：民間電台再次舉辦主持人訓練班，嘉賓導師包括資深傳媒工作者、監製及主持人等，當中包括謝志峰、小米、彭志銘、李慧玲等，新一批畢業生亦

陸續投入電台主持工作。
- 2015年6月13日：民間電台在旺角菜街行人專用區舉行反袋住先論壇，嘉賓主持有李卓人，麥國風，劉夢熊，牛，馮智活，快必，鳩鳴團代表。
- 2015年6月27日：民間電台十週年晚宴。
- 2015年9月4日：民間電台台長曾健成阿牛及成員潘達強，就非法廣播案拒交罰款，早前收到警方拘捕令，是日早上到警察總部自首，下午被狎解上庭，裁判官表示未清楚法例能否即時收狎入獄，固安9月8日再到東區法院出庭審訊。

## 核心成員
| 姓名 | 成員簡介 | 職務                                                             |
| 阿牛 | 原名曾健成，前立法局議員、前東區區議員、社會民主連線成員、打橫黎講節目主持                                                                              | 民間電台台長                                                     |
| 亨利 | 原名Henry Leung，民間電台統籌 | 民間電台統籌                                                     |
| Jovi | 原名Jovi Yuen，民間電台統籌、公關、記者、節目主持 | 民間電台聯絡人、統籌、打橫黎講節目主持                           |
| 長毛 | 原名梁國雄，民間電台街頭節目主持、立法會議員、社會民主連線第四屆主席                                                                                    | 節目打橫黎講之長毛出征及街頭論壇FM直播主持                       |
| 奀仔 | 原名潘達強、外號死人的士佬、詩人的思路、國際婦女樣貌身材關注組總幹事、uncle un、綽號民間電台黎明，主唱民間電台傾力之作-普選無間道，民間電台特備節目主持 | 民間電台打雜、FM1028台特備節目主持、詩人獨憔悴、打橫黎講節目主持 |

## FM102.8台
- 節目表連結

### 歷任主持人陣容
| 姓名        | 主持人簡介 | 主持節目                       |
| 阿牛        | 原名曾健成，民間電台台長,前立法局議員、東區區議員、社會民主連線成員                                           | 打橫嚟講                       |
| 長毛        | 原名梁國雄，民間電台街頭節目主持、前立法會議員、社會民主連線第四屆主席                                        | 打橫嚟講之長毛出征             |
| 奀仔/的士佬 | 民間電台常任節目主持                                                                                          | 打橫嚟講,詩人獨憔悴            |
| 呀軒        | 民間電台前節目主持                                                                                            | 民台亂噏                       |
| SIMON LEE   | 綽號掟書男、民間電台前節目主持                                                                                | 民台亂噏                       |
| Jimmy       | 岑子杰，民間電台常任節目主持，香港彩虹幹事/行政助理、民間人權陣線召集人、沙田區 區議員、社會民主連線成員      | 叻女基仔同學堂                 |
| 天風        | 民間電台前節目主持                                                                                            | 叻女基仔同學堂                 |
| 傻b         | 英文名Mattson、又名民間三姑、毛姑姑等等，民間電台前節目主持，香港田徑代表隊成員，香港彩虹成員、張錦雄議員助理 | 叻女基仔同學堂                 |
| 阿禮        | 本名梁穎禮，獨立樂隊蹙成員，FM101參與者，民間電台前節目主持                                                   | 獨立‧生活                      |
| 年華        | 民間電台前節目主持                                                                                            | 獨立‧生活                      |
| 十三        | 民間電台前節目主持，公民社會網絡委員，消極自由主義者及反基督教人士                                            | 啟蒙頻道                       |
| Helix       | 民間電台前節目主持，公民社會網絡委員                                                                          | 啟蒙頻道                       |
| Victorio    | 民間電台前節目主持，公民社會網絡委員                                                                          | 啟蒙頻道                       |
| 快必        | 原名譚得志，民間電台前節目主持                                                                                | 得罪人多稱呼人”小”             |
| 林子健      | 民間電台前節目主持、民主黨中央委員兼九龍西支部主席                                                            | 得罪人多稱呼人”小”             |
| 王津珏      | 民間電台前節目主持                                                                                            | 非娛樂                         |
| 阿洛        | 原名錢偉洛，綽號鹵味男，掟bra男，蛇宴同鄉會主席，民間電台前節目主持                                           | 大熱倒灶                       |
| 小光        | 民間電台常任節目主持                                                                                          | 彩虹音樂頻道，留住心裡的說話   |
| Brian       | 又名何姑娘,民間電台常任節目主持                                                                               | 飯民生活，打橫嚟講             |
| Julie       | 民間電台前節目主持                                                                                            | 飯民生活，民台亂噏             |
| 盈盈        | 民間電台前節目主持                                                                                            | Get Up Stand Up                |
| 楊秉基      | 民間電台前節目主持                                                                                            | 好戲量                         |
| Bonnie      | 民間電台前節目主持                                                                                            | 搞事份子                       |
| 渣住        | 民間電台常任節目主持                                                                                          | 淫淫細語，攪乜撚               |
| 亞西        | 民間電台常任節目主持                                                                                          | 淫淫細語                       |
| 正一能樣    | 民間電台常任節目主持                                                                                          | 淫淫細語                       |
| 天佑        | 前民間電台攝影記者                                                                                            | N/A                            |
| 喃嘸佬      | 民間電台常任節目主持，已婚 ，前記者/大律師                                                                    | 跳老舞                         |
| Manuel      | 民間電台統籌，常任節目主持，拓派男主音,結他手                                                                 | 人民再出發                     |
| Jovi        | 民間電台統籌，聯絡人,宣傳,記者,常任節目主持，拓派女主音,鼓手,又名說書人(劇中角色)                             | 打橫嚟講，歌曲解密，血汗Band房 |
| 達達        | 節目主持，拓派低音結他手                                                                                      | 打橫嚟講，人人Hero             |
| 昌          | 民間電台常任節目主持                                                                                          | 打橫嚟講，苿莉花散步           |
| 黃健Ken     | 國務院副總理李克強於2011年到訪麗港城,居民黃健因身穿平反六四Tee被強行帶走                                      | Tee男的天空                    |
| 黃浩銘      | 曾以粟米斑腩飯向曾蔭權示威,社民連行委,香港理工大學社會政策及行政學士,香港中文大學社會政策碩士                 | 打橫嚟講之長毛出征             |
| 楊繼昌      | 節目主持 | 打橫嚟講之長毛出征             |
| 胡志偉      | 節目主持，立法會議員，民主黨中常委                                                                            | 打橫嚟講                       |
| 胡偉忠      | 節目主持，街坊工友服務處(街工)主席                                                                            | 打橫嚟講                       |
| 郭永健      | 節目主持，工黨副秘書長                                                                                        | 打橫嚟講                       |
| 招顯聰Billy | 原名:招顯聰，節目主持，「香港人優先/主場」發言人，支持港獨，曾因搶槍誤會及持港英旗闖駐港解放軍營被捕          | 香港人優先                     |
| 胡偉忠      | 節目主持，街坊工友服務處(街工)主席                                                                            | 打橫嚟講                       |
| 歐陽東      | 節目主持，民協組織幹事，社運行為藝術家                                                                        | 民協打擂台                     |
| 韓連山      | 節目主持，香港教育專業人員協會理事，保衛香港自由聯盟，進步教師同盟                                            | 打橫嚟講                       |
| 血汗攻闖    | 節目主持，3男1女的4人Rap Rock樂隊，歌曲題材以評論社會、政治為主。因罵警歌成藍絲狙擊目標                       | 血汗Band房                     |
| 馮智活      | 節目主持，聖公會牧師，三料議員，前立法局、區域市政局及區議會議員                                              | 曠野靈聲                       |

### 節目表
| 時間        | 星期一       | 星期二     | 星期三     | 星期四   | 星期五   |
| ----------- | ------------ | ---------- | ---------- | -------- | -------- |
| 19:00-20:00 | 香港人優先   |            | 大陸朱論壇 |          | 風到巔   |
| 20:00-21:00 | 打橫黎講     | 打橫黎講   | 打橫黎講   | 打橫黎講 | 打橫黎講 |
| 21:00-22:00 | 8,9,10遊生活 | 精華遊花園 | 人民再出發 | 左頭左勢 | 社區人大 |
| 22:00-23:00 |              | 血汗Band房 |            | 曠野靈聲 | 跳老舞   |
| 23:00-24:00 |              |            |            |          | 跳老舞   |

## 網站連結
- 民間電台網址 （页面存档备份，存于）
- 民間電台@youtube （页面存档备份，存于）
- 民間電台@網站目錄 （页面存档备份，存于）